# Dioscorea japonica
El ñame del Japón o yamaimo (Dioscorea japonica) es un tipo de ñame ( Dioscorea ) que se utiliza para la alimentación. El Jinenjo, también llamado ñame silvestre está relacionado con la variedad de ñame japonés que se utiliza como ingrediente en el soba. 

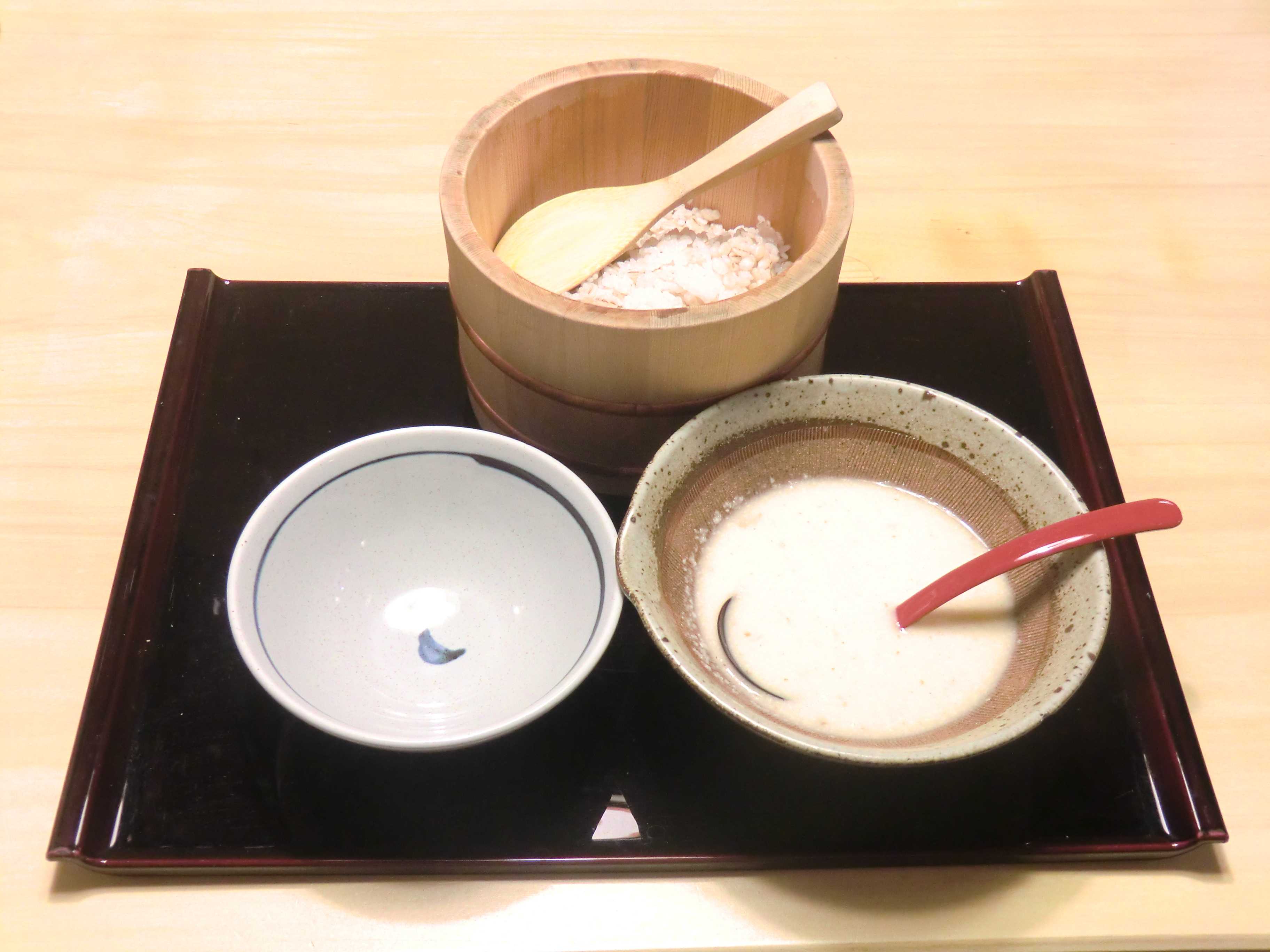
Mugitoro Gohan

## Nombre
En Japón es conocido como yamaimo (lit. mountain yam; kanji: 山芋 hiragana: やまいも). 
Jinenjyo (lit. wild yam; kanji: 自然薯; hiragana: じねんじょ) es otra variedad de Dioscorea japonica, que es nativa de los campos y montañas de Japón.
En China es conocido como 山药 (shānyào).
En Corea se conoce como cham ma 참마, o como dang ma 당마.

## Química
D. japonica contiene los componenetes antimutágenos eudesmol y paeonol.

## Taxonomía
Dioscorea japonica fue descrita por Carl Peter Thunberg y publicado en Systemat Vegetabilium. Editio decima quarta 889. 1784.
Sinonimia
- Dioscorea belophylloides Prain & Burkill
- Dioscorea fauriei R.Knuth
- Dioscorea goeringiana Kunth
- Dioscorea kelungensis R.Knuth
- Dioscorea kiangsiensis R.Knuth
- Dioscorea neglecta R.Knuth
- Dioscorea pseudojaponica Hayata[5]